# Baikaloplana valida
Baikaloplana valida és una espècie de triclàdide dendrocèlid, l'única del gènere Baikaloplana. Habita al llac Baikal, Sibèria, Rússia. Baikaloplana es considera genus inquirendum.